# Johan Wellens
Johan Wellens, né le 14 février 1956 à Hasselt, est un coureur cycliste belge, en activité de 1975 à 1991.
Il a été cycliste professionnel de 1980 à 1985 et a principalement couru pour des équipes cyclistes belges. Il a remporté quatre victoires au cours de sa carrière, lors de courses moins connues. Il est le frère de Paul Wellens et de Leo Wellens qui ont également exercé le métier de cycliste. Il est aussi l’oncle de Tim Wellens.

## Palmarès
- 1977
  - 3e du Triptyque ardennais
- 1978
  - 3e étape secteur b du Triptyque ardennais
- 1980
  - Circuit des Ardennes flamandes - Ichtegem
- 1981
  - Bruxelles-Ingooigem
- 1983
  - 3e du Circuit de la région linière

## Résultats sur les grands tours

### Tour de France
1 participation :
- 1981 : 117e au classement général

### Tour d'Italie
1 participation :
- 1982 : hors délai à la 9e étape